# Nanga-Eboko
Nanga-Eboko é uma cidade dos Camarões localizada na província de Centro. Nanga-Eboko é a capital do departamento de Haute-Sanaga.